# محوطه نوت
محوطه نوت مربوط به دوره اشکانیان است و در شهرستان سرباز، بخش سرباز، دهستان نوت، روستای نوت، واقع در دامنه کوه، در شمال حاشیه رودخانه سرباز واقع شده و این اثر در تاریخ ۲۶ اسفند ۱۳۸۷ با شمارهٔ ثبت ۲۵۸۸۵ به‌عنوان یکی از آثار ملی ایران به ثبت رسیده است.